# Hello, I'm Dolly
Albums de Dolly Parton
Just Because I'm A Woman
(1968)
Hello, I'm Dolly est le premier album studio de Dolly Parton, sorti en 1967.
Antérieurement, Dolly Parton participe à des enregistrements-hommages de Kitty Wells et Patsy Cline, mais Hello, I'm Dolly est réellement son premier album studio en solo. Il contient son succès Dumb Blonde (écrit par Curly Putman) ainsi que Something Fishy, qui se classent alors parmi les vingt premiers titres de musique country aux États-Unis. L'album est 11e dans les classements (charts) de country, place honorable pour une chanteuse presque inconnue à cette époque.
L'album attire l'attention du public, mais aussi d'autres artistes comme Porter Wagoner, qui invite alors Dolly Parton à rejoindre son groupe pour apparaître dans son show télévisé.

## Pistes
| No  | Titre                      | Auteur             | Durée |
| --- | -------------------------- | ------------------ | ----- |
| 1.  | Dumb Blonde                | Curly Putman       | 2:30  |
| 2.  | Your Ol' Handy Man         | Dolly Parton       | 2:13  |
| 3.  | I Don't Want To Throw Rice | Parton, Bill Owens | 2:27  |
| 4.  | Put It Off Until Tomorrow  | Parton, Owens      | 2:22  |
| 5.  | I Wasted My Tears          | Parton, Owens      |       |
| 6.  | Something Fishy            | Parton             |       |
| 7.  | Fuel To The Flame          | Parton, Owens      |       |
| 8.  | The Giving And The Taking  | Parton, Owens      |       |
| 9.  | I'm In No Condition        | Parton             |       |
| 10. | The Company You Keep       | Parton, Owens      |       |
| 11. | I've Lived My Life         | Lola Jean Dillon   |       |
| 12. | The Little Things          | Parton, Owens      |       |
| 13. | If Cupid Had a Heart       | Parton, Owens      |       |

## Chart position
| Chart (1967)            | Meilleure Position |
| ----------------------- | ------------------ |
| U.S. Top Country Albums | 11                 |